# Kheẕrābād
Kheẕrābād (persiska: خضر آباد, خِذر آباد, خِزو آباد, خِزر اَبَد كَزَبَت) är en ort i Iran.   Den ligger i provinsen Yazd, i den centrala delen av landet, 500 km sydost om huvudstaden Teheran. Kheẕrābād ligger 1 718 meter över havet och antalet invånare är 216.
Terrängen runt Kheẕrābād är huvudsakligen kuperad, men söderut är den bergig. Runt Kheẕrābād är det ganska tätbefolkat, med 83 invånare per kvadratkilometer. Kheẕrābād är det största samhället i trakten. Trakten runt Kheẕrābād är ofruktbar med lite eller ingen växtlighet.